# 毛枝攀援卷柏
毛枝攀援卷柏（学名：Selaginella pseudopaleifera）为卷柏科卷柏属下的一个种。

## 扩展阅读
- 維基物種上的相關：毛枝攀援卷柏